# Марус Сергій Гарольдович
Марус Сергій Гарольдович (*09.02.1958, м. Київ) —  український художник,   графік   і живописець., один із засновників   фантастичного реалізму ( або ж   магічного реалізму )  в Україні.

## Життєпис
Сергій  Марус  народився в місті  Києві. Батько —Гарольд Петрович Марус, інженер-технолог авіапромисловості, мати — Евеліна Василівна Марус, лікар.
Закінчив  Київський Художньо-Промисловий Технікум (нині  КДАДПМД ім. М Бойчука) у 1981 році.
У 1990 році закінчив  Київський художній інститут (нині НАОМА), факультет графіки, педагог з фаху — Лящук Тимофій Андрійович.
З 1989 по 1993 рік займався графічним дизайном та книжковою графікою у  видавництві «Альтерпресс». З 1993 почав
працювати у галузі монументального та станкового живопису.
Лауреат IV та V міжнародних АРТ-фестивалів 1999, 2000, Київ, Україна.
Фундатор та член творчого об'єднання «НЕФ» з 1993 року по 2013, співзасновник галереї «НЕФ» разом з Тараненко П.В., Остроменською І.В., Трошиною М.А. ., основна експозиція якої була розташована   на території   Києво-Печерської Лаври.  Галерея представляла своїх художників (серед яких  Олександр Костецький,    Олексій Анд,   Оксана Левчишина,   Сергій Марус,  Леонід Бернат, Юрій Нікітін, Павло Тараненко та ін.) на багатьох міжнародних фестивалях. 
Твори зберігаються в приватних колекціях  України,
 Канади,  Франції,  Німеччини,
 Ізраїлю та ін. країн. Деякі роботи зберігаються у
Національному Києво-Печерському історико-культурному заповіднику, Чернігівському Музеї Сучасного Мистецтва «Пласт-Арт. Автор монументальних робіт та декоративних розписів для приватних інтер'єрів  Києва та  Дніпра.
Живе і працює у  Києві. Дружина — художниця  Оксана Левчишина.

### Загальна характеристика творчості
Художник Сергій Марус  —  один з засновників напрямку  фантастичного реалізму ( або ж   магічного реалізму)  в Україні. Він створює гармонійні за кольором і формами
композиції з «рухливою» фактурою. Обираючи спокійний мотив ландшафту з елементами архітектури, Марус прагне показати лише частину реальності, за якою напружено вібрує невизначена багатогранність світу, яка справляє містичне враження.

## Виставкова діяльність
1993 —   2013 — галерея «НЕФ», Київ.
1998 — Міжнародний проект «Знаки Часу»,Київ, Україна
 — Туніс.
2000 — «Мистецтво України ХХ століття», Київ, Україна
2002 — ЦДХ, Москва, Росія;
2004 — «ART Chicago 2004», Чикаго, США;;
2005 — «Atlanta Print Biennial», Атланта, США ;
2006 — «Armory Show Week», Нью-Йорк, США;
2006 — «Aurelia Cote d'Azur» Монако;
2007 — «Cote d'Azur», Монако;
 — «ART Ukraine», 2008, Київ, Україна;
«Fine-ART Ukraine», 2010, Київ, Україна;
З 2003 року — співпраця та виставкова діяльність з галереями «CH-Art
Gallery», «Cerulean Gallery» Ванкувер, Канада.
З 2006 року — співпраця та виставкова діяльність з галереєю «Princess
de Kiev» Ніцца, Франція.
З 2012 року — співпраця та виставкова діяльність з галереєю «Skizza»
Іерусалим, Ізраїль .